# Староегипатски језик
Староегипатски језик је облик египатског језика којим се говорило у периоду између 2660. п. н. е. и 2000. п. н. е. за време Старог краљевства и првог прелазног периода Египта. Највећи део писаних извора на томе језику дају Пирамидски текстови. Зидови гробница египатске елите овог периода садрже аутобиографске податке на староегипатском језику. Једна од његових карактеристика је тројство идеограма, фонограма и детерминатива за означавање множине. Осим тога, нема значајних разлика у односу на средњоегипатски, који представља класични стадијум овог језика.

## Писмо
Египатски хијероглифи су били званично писмо коришћено у Старом Египту, првенствено у писању староегипатског језика. Састојало се од мешавине логограмских и алфабетских елемената. Египћани су линијске хијероглифе користили у религијској литератури, пишући по папирусу, дрвету или уклесавајући у стену. Мање формалне варијанте биле су хијератско и демотско писмо чије технике нису хијероглифске.

## Документи на староегипатском језику
Најстарији познати религијски текстови већег обима су начињени на унутрашњим зидовима пирамида владара из пете и шесте династије. Ове текстове, написане на староегипатском, сачињавају неповезана "казивања" која потврђују владарево уздизање међу богове, а обухваћен је и део ритуала који је пратио приношење жртвених понуда у погребним храмовима. Ти се записи називају заједничким именом „Текстови пирамида“, а понекад се користи и назив "Хелиопољска редакција Књиге мртвих", но он је неприкладан из више разлога.